# OpenSPARC
OpenSPARC — проект по разработке микропроцессоров архитектуры SPARC с открытым кодом, начатый в декабре 2005 года. Проект начат корпорацией Sun Microsystems, полностью открывшей исходный код на языке Verilog своего 64-битного, 32-поточного процессора UltraSPARC T1. 21 марта 2006 года Sun выпустила код T1 IP core под лицензией GNU General Public License.
11 декабря 2007 года Sun открыла код процессора UltraSPARC T2.
Исходные коды более новых процессоров (SPARC T3, SPARC T4) компанией Oracle не публиковались.

## Характеристики
Модель OpenSPARC T1 представляет собой 64-разрядный, 32-поточный микропроцессор. В полной конфигурации состоит из 8 ядер с исполнением 4 потоков на каждом ядре одновременно. Исполнение инструкций производится в порядке считывания (in order), логическое исполнение разбито на 6 стадий конвейера.
Модель OpenSPARC T2 состоит из 8 ядер, 16 конвейеров и исполняет суммарно 64 потока.